# Pteroloma sibiricum
Pteroloma sibiricum (лат.) — вид жуков-агиртидов из подсемейства Pterolomatinae. Распространён от Западной Сибири юго-восточнее до Магаданской области, Камчатки, юга Приморского края и острова Хоккайдо (Япония). Обитают на каменистых берегах холодных ручьёв и в пещерах, в лесной зоне.
Длина тела взрослых насекомых 6—7 мм. Тело чёрное или буровато-чёрное. Для представителей данного вида характерны следующие признаки:
- переднеспинка в передней половине с параллельными боковыми краями;
- две первые после шва бородки на надкрыльях ясно разделены на всём их протяжении;
- вершина эдеагуса наружного полового органа самца заострена.